# Staffan Isaksson
Staffan Isaksson  (* 20. April 1952 in Luleå) ist ein ehemaliger schwedischer Fußballspieler. In 139 Spielen in der Allsvenskan gelangen dem Mittelfeldspieler 15 Tore.

## Laufbahn
Isaksson begann mit dem Fußballspielen in seiner Heimatstadt bei IFK Luleå. Für den Klub debütierte er als 16-Jähriger in der Division 2. 1970 gelang überraschend die Meisterschaft in der Zweitligastaffel Norrland und damit die Qualifikation zur Aufstiegsrunde, wo es gegen Landskrona BoIS, Sandvikens IF und Skövde AIK ging. Durch einen Sieg und zwei Unentschieden stieg der Klub in die Allsvenskan auf. In der Eliteserie kam Isaksson in 22 Spielen zum Einsatz und erzielte zwei Tore. Dennoch wurde der Klassenerhalt verpasst. In der zweiten Liga wurde der direkte Wiederaufstieg als Tabellenachter deutlich verpasst und Isaksson beschloss, den Verein zu wechseln.
Neuer Arbeitgeber Isakssons wurde der Erstligist Örebro SK, wo er sich auf Anhieb als Stammspieler etablieren konnte. Zwei Jahre spielte er für den Klub, ehe er 1975 zu IFK Sundsvall in die zweite Liga wechselte. Dort erlebte er den zweiten Erstligaaufstieg seiner Karriere. Als der Klub am Ende der Spielzeit 1977 aus der Allsvenskan abstieg, blieb er dem Klub zunächst treu. Trotz des gelungenen sofortigen Wiederaufstieges wechselte er im Winter 1978 zum Erstligisten AIK.
Seine Zeit bei AIK begann jedoch ohne Erfolg. Nach drei Niederlagen zum Auftakt gelang ausgerechnet gegen seinen Vorverein der erste Saisonerfolg. Kurze Zeit später begann eine Reihe von Verletzungen, die seine Zeit bei AIK überschatten sollte und ihm nur unregelmäßig Einsätze erlaubte. Am Ende seiner Spielzeit bei AIK stand der dritte Abstieg sowohl der Karriere Isakssons als auch in der Vereinsgeschichte. Das Intermezzo in der zweiten Liga dauerte jedoch nur ein Jahr. Nach der Erstligaspielzeit 1981 verließ Isaksson AIK in Richtung IFK Östersund, wo er noch bis 1985 aktiv war. Anschließend arbeitete er als Spielertrainer bei mehreren Amateurvereinen.